# Sterling Airlines

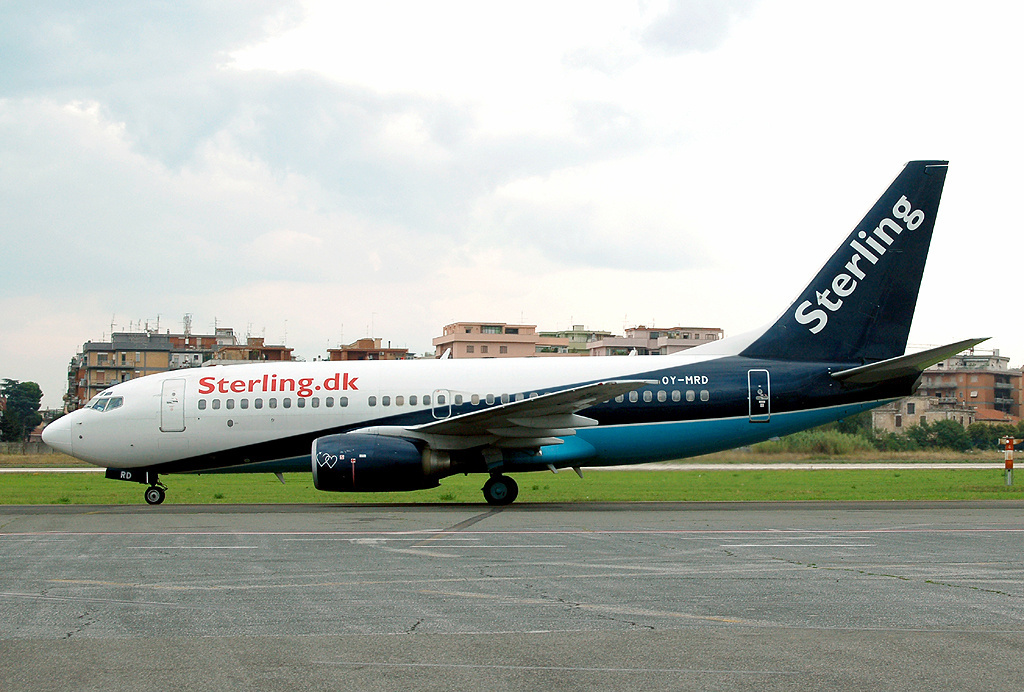
Boeing 737-700 da Sterling Airlines em 2006.

Sterling Airlines foi uma companhia aérea da Dinamarca fundada em 1962, que oferecia serviços aéreos para as pessoas.